# Jeison Fuentealba
Jeison Joaquín Fuentealba Vergara (Santiago del Cile, 10 gennaio 2003) è un calciatore cileno, centrocampista dell'Univ. de Concepción in prestito dall'Universidad de Chile.

## Carriera

### Club
Fuentealba è cresciuto nel settore giovanile dell'Universidad de Chile. Il 21 febbraio 2022 è stato ceduto in prestito al Dep. La Serena dove ha debuttato nel calcio professionistico il 1º aprile 2024 nell'incontro di Primera División perso 3-1 contro l'Everton. Nel 2023 ha fatto ritorno all'Universidad e l'8 agosto ha segnato il suo primo gol in carriera nell'incontro perso 5-2 contro l'O'Higgins.

### Nazionale
Nel gennaio del 2023, è stato incluso dal selezionatore Patricio Ormazábal nella lista dei convocati della nazionale Under-20 per il Campionato sudamericano di calcio Under-20 2023 organizzato in Colombia.

## Statistiche
Statistiche aggiornate al 26 aprile 2024.

### Presenze e reti nei club
| Stagione        | Squadra              | Campionato      | Campionato | Campionato | Coppe nazionali | Coppe nazionali | Coppe nazionali | Coppe continentali | Coppe continentali | Coppe continentali | Altre coppe | Altre coppe | Altre coppe | Totale | Totale | Totale |
| Stagione        | Squadra              | Comp            | Pres       | Reti       | Comp            | Pres            | Reti            | Comp               | Pres               | Reti               | Comp        | Pres        | Reti        | Pres   | Reti   |        |
| --------------- | -------------------- | --------------- | ---------- | ---------- | --------------- | --------------- | --------------- | ------------------ | ------------------ | ------------------ | ----------- | ----------- | ----------- | ------ | ------ | ------ |
| 2022            | Dep. La Serena       | A               | 7          | 0          | CC              | 2               | 0               |                    | -                  | -                  |             | -           | -           | 9      | 0      |        |
| 2023            | Universidad de Chile | A               | 20         | 1          | CC              | 2               | 0               |                    | -                  | -                  |             | -           | -           | 22     | 1      |        |
| 2024            | Universidad de Chile | A               | 1          | 0          | CC              | 0               | 0               |                    | -                  | -                  |             | -           | -           | 1      | 0      |        |
| Totale carriera | Totale carriera      | Totale carriera | 28         | 1          |                 | 4               | 0               |                    | -                  | -                  |             | -           | -           | 32     | 1      |        |